# Vigneux-Hocquet
Vigneux-Hocquet ist eine französische Gemeinde mit 266 Einwohnern (Stand 1. Januar 2022) im Département Aisne in der Region Hauts-de-France (vor 2016 Picardie). Sie gehört zum Arrondissement Vervins, zum Kanton Vervins und zum Gemeindeverband Portes de la Thiérache.

## Geographie
Die Gemeinde Vigneux-Hocquet liegt in der Landschaft Thiérache in einem Seitental der Serre, 14 Kilometer südöstlich von Vervins. Nachbargemeinden von Vigneux-Hocquet sind Nampcelles-la-Cour im Norden, Dagny-Lambercy im Nordosten, Renneval im Osten, Chaourse im Südoste, Agnicourt-et-Séchelles im Südwesten, Tavaux-et-Pontséricourt im Westen sowie Braye-en-Thiérache im Nordwesten.

## Geschichte
Am 14. September 1887 wurden die Dörfer Vigneux und Le Houquet zur Gemeinde Vigneux-Hocquet vereinigt. Die Gemeinde wurde am 1. Januar 2017 durch Erlass der Präfektur aus dem Arrondissement Laon in das Arrondissement Vervins eingegliedert.

### Bevölkerungsentwicklung
| Jahr                       | 1962 | 1968 | 1975 | 1982 | 1990 | 1999 | 2006 | 2014 | 2022 |
| Einwohner                  | 455  | 440  | 391  | 342  | 297  | 265  | 276  | 270  | 266  |
| Quellen: Cassini und INSEE |      |      |      |      |      |      |      |      |      |

## Sehenswürdigkeiten
- Wehrkirche Saint-Martin, Monument historique[1]
- Lavoir im Ortsteil Vigneux
- Wasserturm im Ortsteil Le Hocquet

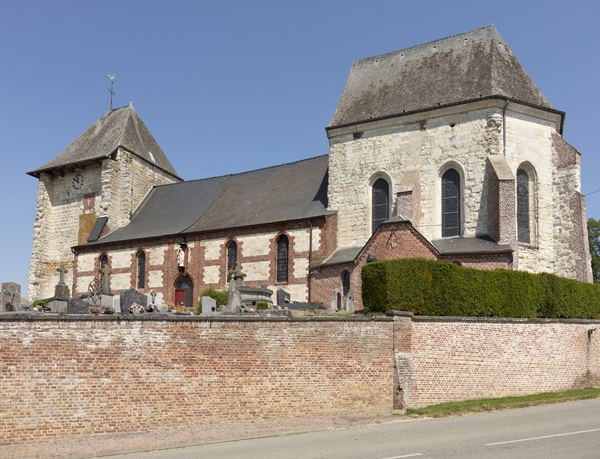
Kirche Saint-Martin
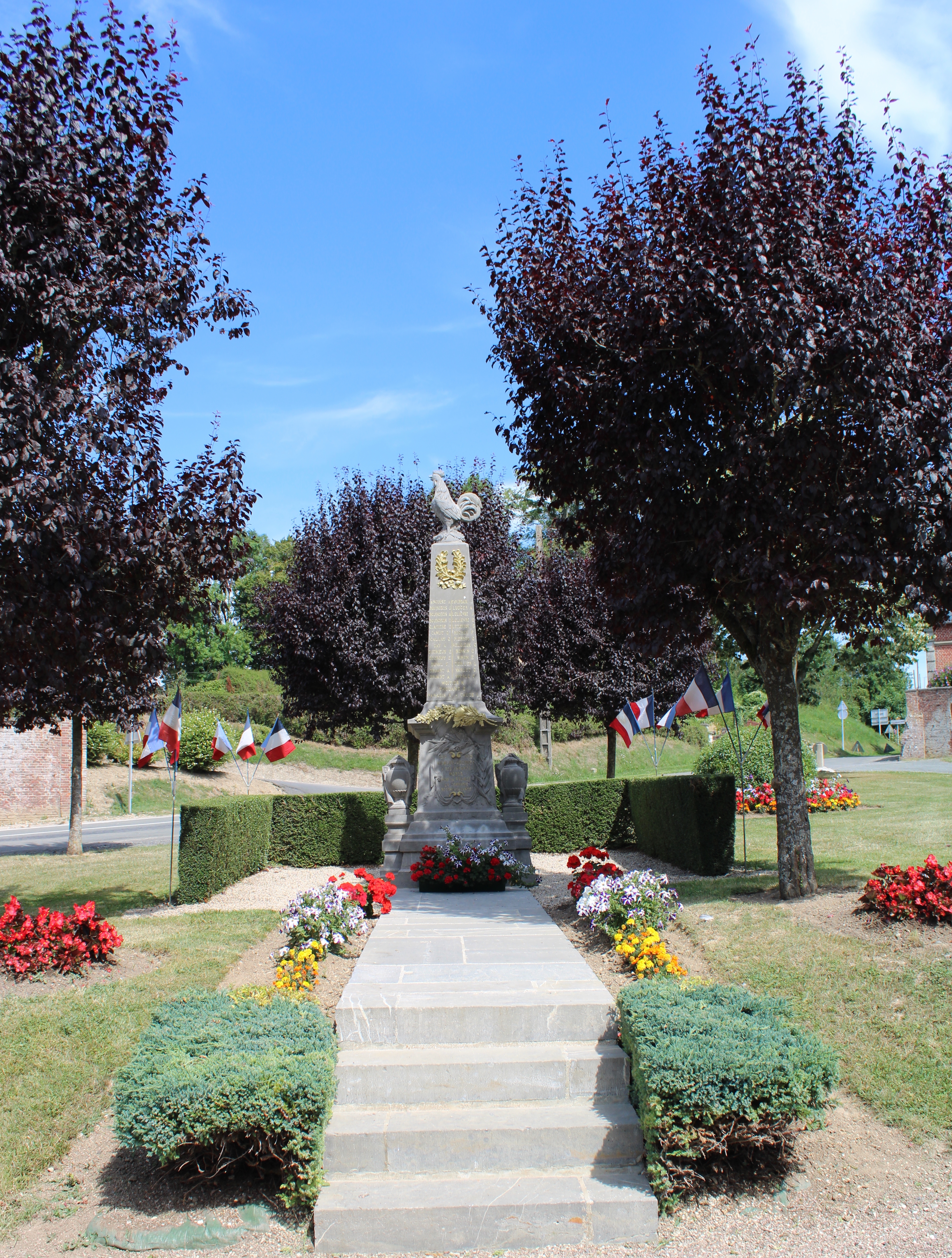
Gefallenendenkmal

## Belege
1. ↑  Eintrag in der Base Mérimée des Kulturministeriums. Abgerufen am 9. Dezember 2018 (französisch).